# Biel/Bienne
Biel/Bienne (Duits: Biel; Frans: Bienne; Bernduits: Bieu; Italiaans en Reto-Romaans (verouderd): Bienna) is de enige gemeente/stad in Zwitserland die officieel én gelijkwaardig tweetalig is. Er wordt Duits en Frans gesproken. Straatnaamborden en officiële documenten zijn in beide talen. De Duitse naam is Biel, de Franse naam Bienne. Sinds 2005 is de dubbele naam Biel/Bienne, met schuine streep, de officiële naam.
In het Italiaans en het Romanisch is het Bienna, terwijl in het Nederlands de stad vaak ook wel alleen met Biel wordt aangeduid.
De stad ligt aan het Meer van Biel in het kanton Bern aan de zuidvoet van de Jura. De regio waarin Biel ligt, wordt Merenland (Duits: Seeland) genoemd, omdat deze vlak bij het meer ligt en zo vlak is.
De regio Biel-Merenland en de Berner Jura hebben 215.000 inwoners. Biel telt 53.031 inwoners.

## Geschiedenis
De oude, historische binnenstad van Biel is tussen 1220 en 1230 gebouwd door de prins-bisschop van Bazel, de landheer van dit gebied. In 1275 kreeg de stad haar stadsrechten van koning Rudolf van Habsburg. In 1564 brak een grote pestepidemie uit waarbij 640 van de 1200 inwoners stierven.
Veel later, pas in de tweede helft van de 19e eeuw, na de aanleg van een spoorlijn, begon Biel uit te breiden. De stad nam het initiatief in de technische revolutie en bouwde grote fabrieken. In de eerste plaats voor het maken van horloges, maar later voor andere precisie-instrumenten en industrieën. Omega, Rolex en Swatch hebben nog steeds hun hoofdkantoor in Biel/Bienne.
Het hedendaagse Biel/Bienne is een levendige, moderne stad. Biel/Bienne organiseerde in 2002 de landstentoonstelling Expo.02.
In de wereld van de sport is Biel/Bienne ook bekend wegens de jaarlijkse 100km-loop, die in Zwitserland en daarbuiten een grote allure heeft.

## Economie
Biel/Bienne is vooral gekend door het ontstaan van vele horlogemerken waaronder Certina, Omega, Rolex, Milus, ASUAG, SSIH, Pontiac, Swatch, Stettler en Rado. De reden hiervoor is dat de boeren die ingesneeuwd waren zich bezighielden met houtsnijwerk en het vervaardigen van houten (koekoeks)klokken. Hierdoor werden enkele daarvan handige uurwerkbouwers. In de negentiende eeuw wilde men de economie in de stad nieuw leven in blazen en trok men deze uurwerkmakers aan. De stad had als aantrekkingspunt dat het op handelsroutes lag en over metaal kon beschikken. Een aantal uurwerkmakers trokken met hun atelier naar de stad om metalen uurwerken te vervaardigen.

## Sport
Jaarlijks wordt het Biel International Chess Festival, een internationaal schaaktoernooi, georganiseerd.
Sinds 1958 wordt de ultraloop van Biel gehouden. De Bieler Lauftage. Deze ultraloop staat bekend als de oudste 100 km ultraloop. 
FC Biel-Bienne is de plaatselijke voetbalploeg.

## Musea
- Museum Neuhaus;
- Centre Pasqu'ART, een kunstmuseum, gebouwd in 1996–1999 naar een ontwerp van Diener & Diener Architekten.

## Geboren
- Maria Margaretha von Wildermeth (1777-1839), gouvernante
- Eduard Blösch (1807-1866), politicus
- Walter Bösiger (1878-1960), politicus
- Robert Walser (1878-1956), schrijver
- Hermann Hubacher (1885-1976), beeldend kunstenaar
- Gertrud Burkhalter (1911-2000), journaliste, bibliothecaresse en dichteres
- Liselotte Spreng (1912-1992), politica
- Robert Bauder (1916-1991), politicus
- René Felber (1933-2020), politicus
- René Twerenbold (1945), componist, muziekleraar, klarinettist, saxofonist en pianist
- Madeleine Amgwerd (1946-), politica
- Moritz Leuenberger (1946), politicus
- Daniel Koch (1955), arts en epidemioloog
- Gisèle Ory (1956-), politica
- Silvia Fürst (1961), mountainbikester
- Chantal Daucourt (1966), mountainbikester
- Yannick Pelletier (1976), schaker
- Cindy Carquillat (1986), kunstschaatsster
- François Affolter (1991), voetballer
- Nemo Mettler (1999), rapper en zanger

## Overleden
- Johann-Conrad Appenzeller (1775-1850), schoolhoofd, predikant, schrijver, dichter
- Walter Bösiger (1878-1960), politicus
- Paul Thierrin (1923-1993), schrijver, onderwijzer en uitgever
- Nicolas Hayek (1928-2010), ondernemer, met name bekend van het horlogemerk Swatch en de Swatch Group

## Afbeeldingen

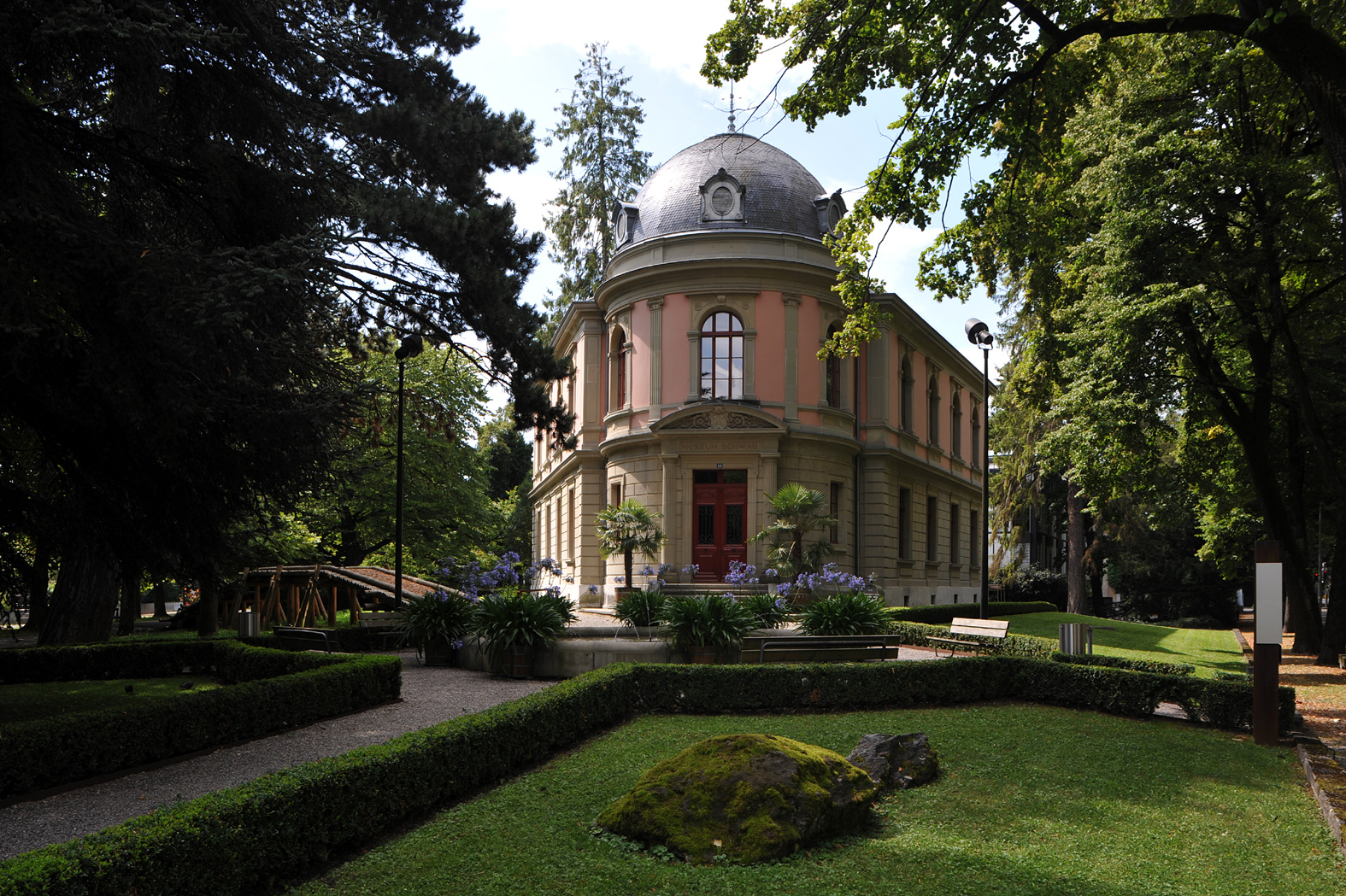
Museum Schwab in het Pasquart-Quartier
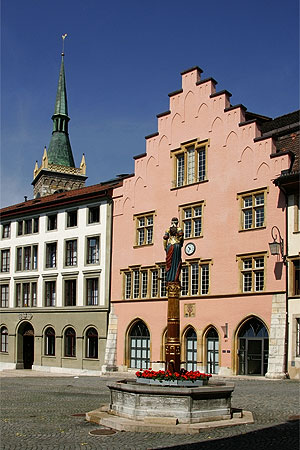
Rathaus op de Burgplatz in de Altstadt